# Advanced National Seismic System
O Advanced National Seismic System (ANSS), Sistema Sísmico Nacional Avançado, é uma colaboração do US Geological Survey (USGS) e parceiros regionais, estaduais e acadêmicos que coleta e analisa dados sobre terremotos significativos para fornecer quase em tempo real (geralmente dentro de 10 a 30 minutos  ) informações para socorristas e funcionários de emergência, a mídia de notícias e o público.  Essas informações são usadas para antecipar a provável gravidade e extensão dos danos e para orientar as decisões sobre as respostas necessárias.
Os dados são coletados por onze redes sísmicas regionais e pela Rede Sísmica Nacional ("backbone ANSS") de estações dedicadas, com entradas adicionais de redes sísmicas estrangeiras. A análise é feita nos centros de dados regionais e no USGS National Earthquake Information Center (NEIC), com os resultados publicados na página do USGS sobre terremotos ( https://earthquake.usgs.gov/earthquakes/).
O National Strong Motion Project da ANSS instrumentou 168 estruturas para registrar sua resposta a tremores muito fortes. Esses dados são usados em pesquisas sobre engenharia resistente a terremotos.

## Produtos e serviços
A ANSS fornece uma gama de produtos e serviços:
- Notificação imediata de terremotos ao governo e aos gerentes de emergência.
- Earthquake Notification Service (ENS) : notificações personalizadas via e-mail e mensagens de texto.
- ShakeMap : um mapa da severidade e extensão antecipadas do tremor do solo, com base na força medida do tremor do solo e nas características conhecidas da localidade afetada.
- ShakeCast : entrega automatizada de ShakeMaps personalizados para infraestrutura crítica, fornecendo uma estimativa da experiência de agitação.
- Avaliação imediata de terremotos globais para resposta (PAGER) : combina os resultados do ShakeMap com um inventário de edifícios e tipos de construção para fornecer uma estimativa imediata de
- Você sentiu isso? (DYFI) : relatórios de agitação de crowdsourcing que aumentam e interpolam dados instrumentais.
- O ANSS Comprehensive Catalog (ComCat) é um repositório de dados das redes sísmicas participantes. Para terremotos significativos, o NEIC prepara um resumo do cenário tectônico, sistemas de falhas próximos e sismicidade histórica.

Eles podem ser acessados na página do USGS Earthquake : https://earthquake.usgs.gov/earthquakes/.

## Redes regionais participantes
A partir de 2016, as seguintes onze redes estavam participando da ANSS:
- Alaska Earthquake Center do Geophysical Institute, University of Alaska Fairbanks.
- California Integrated Seismic Network (CISN), cujas principais unidades são redes e centros de dados operados pelo California Institute of Technology (Caltech), a University of California (UC) Berkeley e o USGS Earthquake Science Center em Menlo Park, que são todos os participantes do ANSS, bem como do California Geological Survey.
- Centro de Pesquisa e Informação sobre Terremotos, Universidade de Memphis.
- Rede Sismográfica Cooperativa Lamont-Doherty, Universidade de Columbia.
- Laboratório Sismológico de Nevada, Universidade de Nevada, Reno.
- Pacific Northwest Seismic Network, operado pela Universidade de Washington e Universidade de Oregon.
- Rede Sísmica de Porto Rico, Universidade de Porto Rico, Mayaguez.
- Centro de Terremotos da Universidade de Saint Louis.
- Rede Sísmica da Carolina do Sul, Universidade da Carolina do Sul.
- Estações Sismográficas da Universidade de Utah.
- USGS Hawaiian Volcano Observatory.

Estações adicionais são operadas pelo USGS Albuquerque Sismological Laboratory (ASL).
As redes regionais são consideradas autorizadas para a localização e magnitude dos terremotos em sua região. O NEIC recebe dados adicionais de cerca de 3.000 estações em todo o mundo e fornece backup se uma rede regional não conseguir se comunicar.